# Ihering-Brucie
Der Ihering-Brucie (Brucepattersonius iheringi) ist ein im östlichen Südamerika verbreitetes Nagetier in der Familie der Wühler. Die Art wurde früher der Gattung Südamerikanische Feldmäuse zugerechnet. Sie ist nach dem deutschen Zoologen Hermann von Ihering benannt.

## Merkmale
Dieses mittelgroße Nagetier erreicht eine Kopf-Rumpf-Länge von 89 bis 113 mm und eine Schwanzlänge von 94 bis 107 mm. Die Hinterfüße sind 22 bis 26 mm lang, die Ohren erreichen 15 bis 18 mm Länge und Gewichtsangaben fehlen. Die Oberseite ist mit dichtem weichem Fell bedeckt, das eine graue Färbung hat, während das braun gesprenkelte Fell der Unterseite heller ist. Neben der Färbung sind abweichende Details des Schädels und der Zähne kennzeichnend. Der diploide Chromosomensatz besteht aus 52 Chromosomen (2n=52).

## Verbreitung und Lebensweise
Der Ihering-Brucie ist aus den Bundesstaaten Santa Catarina und Rio Grande do Sul im südlichen Brasilien sowie aus der Provinz Misiones in Argentinien bekannt. Er bewohnt Wälder mit einer dicken Laub- und Krautschicht und besucht angrenzende Buschflächen sowie Ackerland.
In Gefangenschaft gehaltene Exemplare begannen unter dem zugegebenen Laub ein Nest anzulegen. Weitere Angaben zum Verhalten fehlen.

## Gefährdung
Waldrodungen wirken sich im Verbreitungsgebiet negativ aus. Trotz Abnahme der Population gilt diese noch als recht groß. Die IUCN listet den Ihering-Brucie als nicht gefährdet (least concern).